# محمد فوفانا (بازیکن فوتبال، زاده مه ۱۹۸۵)
محمد فوفانا (انگلیسی: Mohamed Fofana؛ زادهٔ ۷ مهٔ ۱۹۸۵) بازیکن فوتبال اهل فرانسه است.
از باشگاه‌هایی که در آن بازی کرده‌است می‌توان به باشگاه فوتبال اسپال، باشگاه فوتبال چیتادلا، باشگاه فوتبال ویرتوس لانچانو، باشگاه فوتبال سالرنیتانا، باشگاه فوتبال اتلتیکو آرتزو، و باشگاه فوتبال ارورا پرو پاتریا ۱۹۱۹ اشاره کرد.